# 김진현 (1987년 7월 6일)
김진현(한국 한자: 金鎭鉉, 1987년 7월 6일 ~ )은 대한민국의 축구 선수로 현재 일본 J1리그의 세레소 오사카에서 골키퍼로 활약하고 있으며 대한민국 선수 가운데 골키퍼로는 권정혁 다음으로 2번째로 해외 리그에 진출하였다.

## 클럽 경력

### 세레소 오사카
경기도 수원시 출신으로 동대부속고등학교, 동국대학교를 거쳐 2009년 일본 J2리그의 세레소 오사카 입단을 통해 프로에 입문한 이후 첫 시즌인 2009 시즌 공식전 51경기에 출전하며 J리그 디비전 2 2009 준우승 및 차기 시즌 J1리그 승격을 이끌었다.
이후 J리그 디비전 1 2010 3위, 2011 시즌 천황배 4강, 2011년 AFC 챔피언스리그 8강, J1리그 2017 3위, 2017 시즌 천황배 우승, 2017 시즌 J리그컵 우승, 2018 시즌 일본 슈퍼컵 우승, 2021 시즌과 2022 시즌 J리그컵 준우승, 2021 시즌 천황배 4강, 2021년 AFC 챔피언스리그 16강 진출에 기여하는 등 현재까지도 세레소 오사카의 골문을 든든하게 지키고 있다.

## 국가대표팀 경력

### 대한민국 U-20
대한민국 U-20 대표팀의 일원으로 2006년 AFC U-19 챔피언십에 출전하여 팀의 4강 진출에 기여했고 이듬해에 열린 2007년 FIFA U-20 월드컵 본선에도 출전했지만 팀의 조별리그 탈락을 막지 못했다.

### 대한민국 A대표팀
2011년 AFC 아시안컵 본선 엔트리에 합류했음에도 단 1경기도 출전 기회를 부여받지 못하다가 이듬해인 2012년 5월 30일 열린 2010년 FIFA 월드컵 우승팀인 스페인과의 친선 경기를 통해 국제 A매치 데뷔전을 치렀다.
이후 2015년 AFC 아시안컵 본선 엔트리에 합류하여 쿠웨이트와의 A조 조별리그 1차전을 제외한 나머지 5경기에서 2실점에 머무르는 눈부신 선방쇼와 함께 아시안컵 435분 무실점 기록까지 경신하며 대한민국의 27년만의 아시안컵 결승 진출 및 준우승에 기여했다.
그리고 같은 해에 열린 2015년 EAFF 동아시안컵 최종 엔트리에도 합류했지만 소속팀 경기 도중 상대 선수와의 충돌로 인한 쇄골 골절상으로 대회 출전이 불발되었고 대체 선수로 2012년 하계 올림픽 동메달의 주역 중 하나인 부산 아이파크의 이범영이 발탁되었다.
그 후 2016년 3월 14일 레바논과의 2018년 FIFA 월드컵 아시아 지역 2차 예선 G조 7차전과 아세안 챔피언십 최다 우승팀인 태국과의 원정 친선 경기를 앞두고 8개월만에 대표팀에 전격 복귀하여 레바논과의 G조 7차전 경기 선발로 출전한 뒤 13일 후에 열릴 태국과의 원정 친선 경기에도 동행할 예정이었으나 세레소 오사카의 백업 골키퍼가 독감 바이러스에 감염된 바람에 소속팀으로 조기 복귀하면서 태국과의 친선 경기에서는 김승규가 대신 선발로 출전했다.
그 후 같은 해 6월 유럽 원정 평가전 명단에 이름을 올렸지만 스페인과의 경기에서는 6골을 얻어맞으며 팀의 1-6 대패에 일조하고 말았고 체코와의 경기와 이후의 2차 예선 잔여 경기에서는 김승규와 정성룡에게 주전 자리를 넘겨주고 말았다.
그리고 2017년 10월 모로코와의 친선전에서 3실점을 허용하며 무너졌고 같은 해에 열린 2017년 EAFF E-1 풋볼 챔피언십 결승 리그 엔트리에 합류하여 중국과의 1차전에서도 2골을 헌납하면서 북한과의 2차전과 일본과의 최종전에서는 조현우의 활약상을 벤치에서 지켜봐야 했지만 그나마 국가대표팀 합류 이후 처음으로 국제 대회 우승을 맛보았다.
그 후 이듬해에 열린 2018년 FIFA 월드컵을 통해 생애 첫 월드컵 최종 23인 엔트리에 합류했지만 이 대회에서도 조현우가 독일과의 F조 조별리그 최종전에서 카잔의 기적을 이끄는 등 조별리그 3경기에서 맹활약을 펼친 바람에 단 1경기도 출전하지 못했다.
2018년 FIFA 월드컵이 끝난 뒤 파울루 벤투 감독이 부임한 이후 2019년 AFC 아시안컵 본선 최종 엔트리에 합류했지만 김승규와의 주전 경쟁에서 밀렸고 2019년 아시안컵 이후 대표팀의 서드 골키퍼 구성윤의 군 입대로 생긴 공백을 메꾸기 위해 2년만에 대표팀에 복귀했지만 조현우와 김승규에 또 다시 밀렸으며 2021년 5월 24일 2022년 FIFA 월드컵 아시아 지역 2차 예선 H조 6차전에서 최종 8차전 경기를 앞두고 대표팀에 재소집되었으나 또 한번 김승규, 조현우에 밀린 이후 대표팀 커리어를 사실상 마감했다.

### A매치 클린시트
| # | 경기일     | 경기장소 | 상대팀         | 결과  | 비고                                    |
| - | ---------- | -------- | -------------- | ----- | --------------------------------------- |
| 1 | 2014/10/10 | 천안     | 파라과이       | 2 – 0 | 친선 경기                               |
| 2 | 2015/01/10 | 캔버라   | 오만           | 1 – 0 | 2015년 AFC 아시안컵 조별예선            |
| 3 | 2015/01/17 | 브리즈번 | 오스트레일리아 | 1 – 0 | 2015년 AFC 아시안컵 조별예선            |
| 4 | 2015/01/22 | 멜버른   | 우즈베키스탄   | 2 – 0 | 2015년 AFC 아시안컵 8강                 |
| 5 | 2015/01/26 | 시드니   | 이라크         | 2 – 0 | 2015년 AFC 아시안컵 4강                 |
| 6 | 2015/03/31 | 서울     | 뉴질랜드       | 1 – 0 | 친선경기                                |
| 7 | 2016/03/24 | 안산     | 레바논         | 1 – 0 | 2018년 FIFA 월드컵 아시아 지역 2차 예선 |
| 8 | 2018/09/11 | 수원     | 칠레           | 0 – 0 | 친선경기                                |

## 수상

### 클럽
세레소 오사카
- J1리그 : 3위 (2010, 2017), 4위 (2013, 2020)
- J2리그 : 준우승 (2009), 4위 (2015, 2016)
- J리그컵 : 우승 (2017), 준우승 (2021, 2022)
- 천황배 : 우승 (2017), 4강 (2021)
- 일본 슈퍼컵 : 우승 (2018)

### 국가대표팀
대한민국 U-20
- AFC U-20 아시안컵 : 3위 (2006)

 대한민국
- AFC 아시안컵 : 준우승 (2015), 3위 (2011)
- EAFF E-1 풋볼 챔피언십 : 우승 (2017)